# Mimikry (musikgrupp)
För begreppet inom djurvärlden och bakteriologi, se Mimicry
Mimikry är ett svenskt punkband bildat 1994 på Tjärna Ängar i Borlänge. Debutalbumet Automatiskt gavs ut år 2000.

## Medlemmar

### Nuvarande medlemmar
- Hjalmar "Hjalle" Östman – sång (1994–)
- Jonas "Heavy" Stentäpp – trummor (1994–)
- Johan Åsberg – kompgitarr (1994–)
- Mia Mästerbo – basgitarr, bakgrundssång (1996–)
- Anders "Apan" Andersson – sologitarr, bakgrundssång (2007–2010, 2023-)

### Tidigare medlemmar
- Jonas Nyberg – basgitarr (1994–1996)
- Anders Brandström – sologitarr, bakgrundssång (2010–2023)

## Diskografi

### Studioalbum
- 2000 – Automatiskt
- 2002 – Visar vägen
- 2004 – Kryptonit
- 2008 – Alderland
- 2010 – Mimifierat[2][3][4]
- 2012 – Monster
- 2016 – Alla Sover
- 2018 – Grit[5]
- 2021 – Splitter

### EP-skivor
- 2011 – Jag blöder lika mycket som du
- 2023 – Det finns hur många svin som helst (LP)

### Singlar
- 2000 – 500 mil
- 2004 – En flicka som är stark
- 2006 – Kom och dansa lite
- 2009 – Min sång
- 2010 – Borgarsvin
- 2012 – Monster
- 2015 – Brinner
- 2016 – Nationalist
- 2016 – Det spelar ingen roll
- 2017 – Tid att vara arg[6]
- 2017 – Apornas planet (R)evolution[7]
- 2017 – Maskrosen (Matilda kom hem)[8]
- 2017 – Bygg dina vingar på vägen ner[9]
- 2017 – Jag kommer aldrig dö[10]
- 2017 – Jag har valt att hoppa av[11]
- 2017 – Alla vill till himmelen men ingen vill dö[12]
- 2017 – När du var min[13]
- 2017 – Julkort till Bäckvägen 7[14]
- 2018 – Revolt[5]
- 2018 – Jag lämnar festen[15]
- 2019 – Röda fanor (live)
- 2019 – Mitt blod (live)
- 2020 – Sid & Nancy
- 2020 – Samma bur som igår
- 2020 – Jag är en sån som förstör
- 2020 – Är det okej om jag går ut och mördar nån ikväll, snälla mamma?
- 2020 – Helt okej
- 2020 – Som en novell
- 2020 – Jag måste härifrån
- 2020 – Tidsfördriv
- 2020 – Farsan kommer döda mig
- 2020 – Amelie
- 2020 – Borlänges stjärnor
- 2020 – Dom ljuger
- 2020 – Gott nytt år
- 2021 – Ni är så jävla dumma i huvet
- 2021 – Matilda kom hem
- 2023 – Emma vet att hon ska dö
- 2023 – Vinnare
- 2024 – Bomber & hat

### Livealbum
- 2016 – Peace & Live (LP)
- 2019 – Tid att vara live (digitalt)

### Samlingsalbum
- 2005 – Uppsamlingsheatet
- 2014 – Tjugo[16]
- 2019 – The Birdnest Years (LP)

### DVD
- 2006 – Scream for me Finnåker/"Lika bra som Iron Maiden"
- 2007 – Bullrigt, hembränt och live!